# Cyrano (cráter)

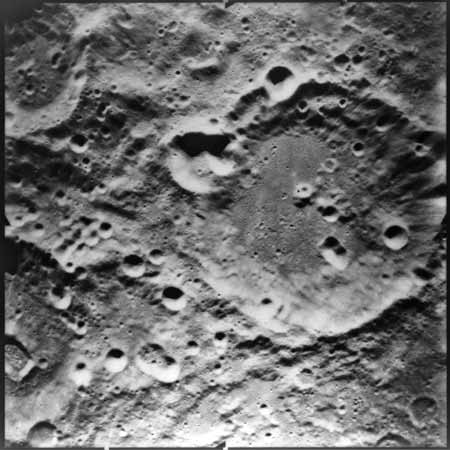
Fotografía de la misión Apolo 15

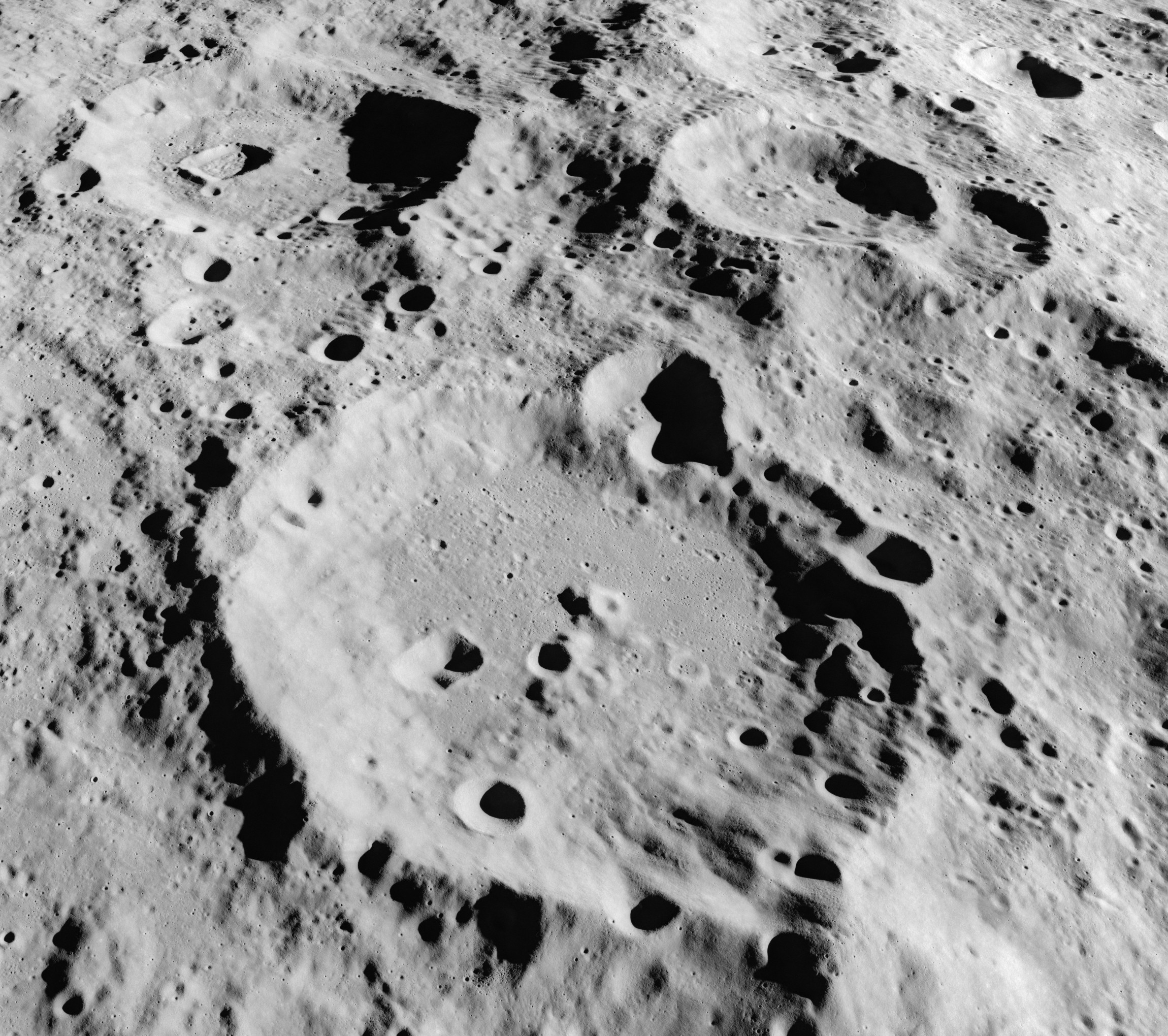
Vista oblicua de Cyrano desde el Apolo 17

Cyrano es un cráter de impacto que se encuentra en la cara oculta de la Luna, situado al este de la gran llanura amurallada del cráter Gagarin, y al norte del cráter algo menor Barbier.
El aspecto más notable de este cráter son los pequeños impactos situados en el lado occidental y el suroeste del brocal en forma de pera, y con el cráter Cyrano P atravesándolo. El resto del borde ha experimentado un cierto desgaste, y está erosionado en particular en el extremo norte. También aparecen unos pequeños cráteres en el interior, con un par de cráteres apareados cerca del lado este y otro cráter situado en la pared interior noreste. La mitad norte del suelo interior es ligeramente más irregular que la parte sur.

## Cráteres satélite
Por convención estos elementos son identificados en los mapas lunares poniendo la letra en el lado del punto medio del cráter que está más cerca de Cyrano.
|        | \| Cyrano \| Coordenadas \| Diámetro \| \| ------ \| ------------------------------- \| -------- \| \| A \| 18°06′S 158°36′E / -18.1, 158.6 \| 26 km \| \| B \| 18°18′S 159°42′E / -18.3, 159.7 \| 23 km \| \| D \| 19°36′S 162°12′E / -19.6, 162.2 \| 24 km \| \| E \| 20°06′S 161°12′E / -20.1, 161.2 \| 21 km \| \| P \| 21°36′S 156°48′E / -21.6, 156.8 \| 19 km \| |          |
| Cyrano | Coordenadas | Diámetro |
| A      | 18°06′S 158°36′E / -18.1, 158.6 | 26 km    |
| B      | 18°18′S 159°42′E / -18.3, 159.7 | 23 km    |
| D      | 19°36′S 162°12′E / -19.6, 162.2 | 24 km    |
| E      | 20°06′S 161°12′E / -20.1, 161.2 | 21 km    |
| P      | 21°36′S 156°48′E / -21.6, 156.8 | 19 km    |